# La parte più difficile
La parte più difficile (Sein schwierigster Fall) è un film del 1915 diretto da Joe May. È il secondo film della serie Joe Deebs-Detektivfilm.

## Produzione
Il film fu prodotto dalla May-Film GmbH (Berlin).

## Distribuzione
Uscì nelle sale cinematografiche tedesche il 15 ottobre 1915.